# Club Santa Catalina Atlético
El Club Santa Catalina Atlético es un equipo de fútbol español localizado en Palma de Mallorca, comunidad autónoma de las Islas Baleares. Fundado en 1986, actualmente milita en División de Honor de Mallorca. Juega los partidos como local en el campo municipal de Son Flo, con una capacidad de 1000 espectadores. La derrota ante el Pórtol en Son Caulellas coloca al conjunto en decimosexta posición.

## Historia
Club Santa Catalina Atlético fue fundado en 1986.

## Temporadas
| Temporada | Nivel | División   | Posición | Copa del Rey |
| --------- | ----- | ---------- | -------- | ------------ |
| 2007/08   | 8     | 3.ª Reg.   | 9.º      |              |
| 2008/09   | 6     | 1.ª Reg.   | 17.º     |              |
| 2009/10   | 6     | 1.ª Reg.   | 14.º     |              |
| 2010/11   | 6     | 1.ª Reg.   | 2.º      |              |
| 2011/12   | 5     | Reg. Pref. | 13.º     |              |
| 2012/13   | 5     | Reg. Pref. | 4.º      |              |
| 2013/14   | 5     | Reg. Pref. | 2.º      |              |
| 2014/15   | 5     | Reg. Pref. | 1.º      |              |
| 2015/16   | 4     | 3.ª        | 17.º     |              |
| 2016/17   | 4     | 3.ª        | 10.º     |              |
| 2017/18   | 4     | 3.ª        | 9.º      |              |
| 2018/19   | 4     | 3.ª        | 8.º      |              |
| 2019/20   | 4     | 3.ª        | --       |              |

- 5 temporadas en Tercera División